# ژو یوچن
ژو یوچن (چینی: 朱雨辰; پین‌یین: Zhū Yǔchén) بازیگر اهل چین است.
او دانش‌آموختهٔ آکادمی مرکزی تئاتر است و در سال ۲۰۰۲ از آنجا فارغ‌التحصیل شد.
از فیلم‌ها یا مجموعه‌های تلویزیونی که وی در آن‌ها نقش داشته‌است، می‌توان به بادیگارد اشاره نمود.